# ガラスの茶室 - 光庵
『ガラスの茶室 − 光庵』（ガラスのちゃしつ こうあん、英: Glass Tea House – KOU-AN）は、吉岡徳仁の作品。
光を素材に構築されたガラスの茶室は、自然の光と一体化することで、人間の感覚を超越する光の空間を生み出している。
2011年、第54回ヴェネツィア・ビエンナーレ国際美術展でデザインが発表され、2015年に京都の将軍塚青龍殿、2019年に東京の国立新美術館で特別公開されるなど、日本全国で巡回展示されている。

## 解説

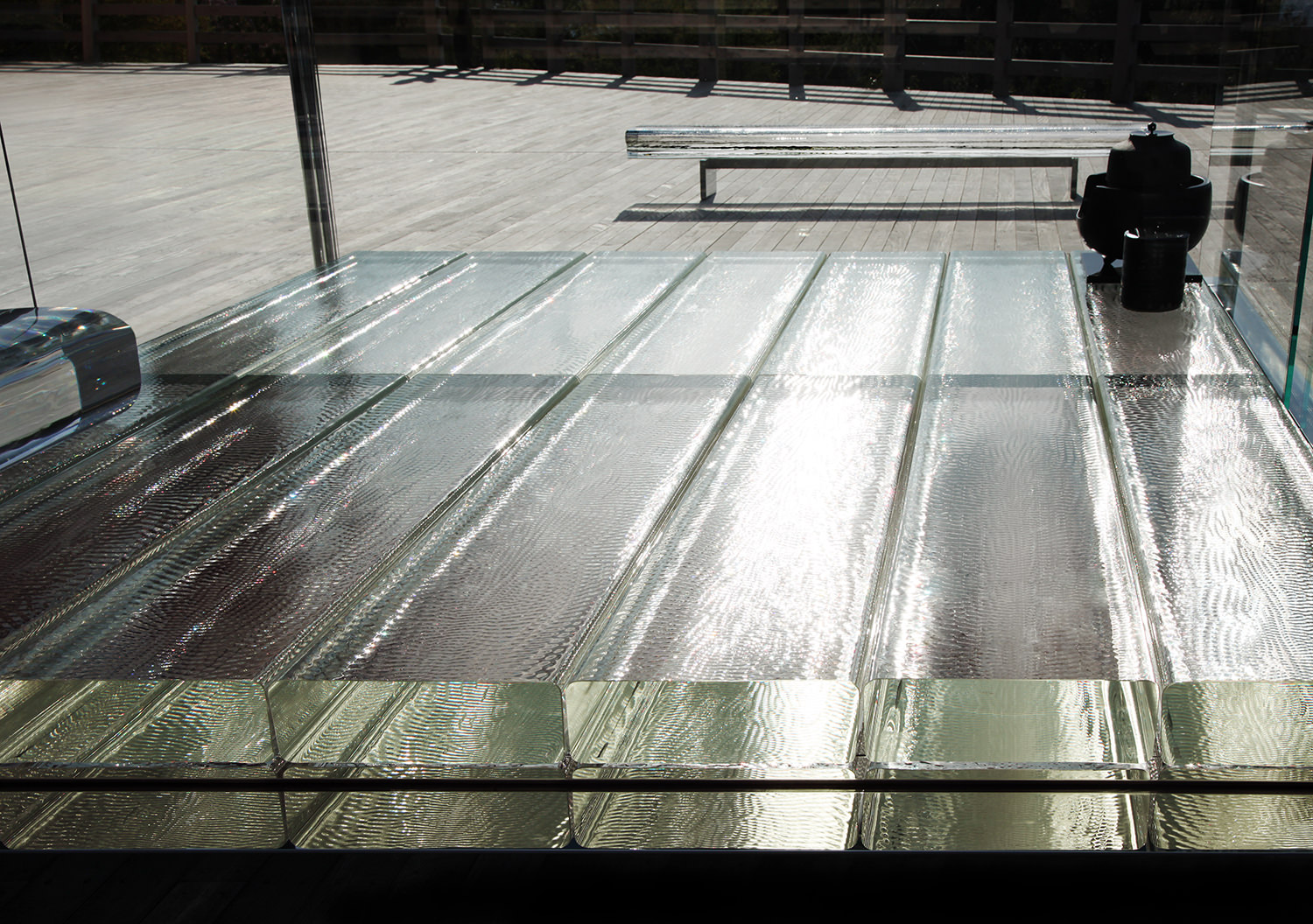
降り注ぐ太陽の光により水面のような輝きを放つ

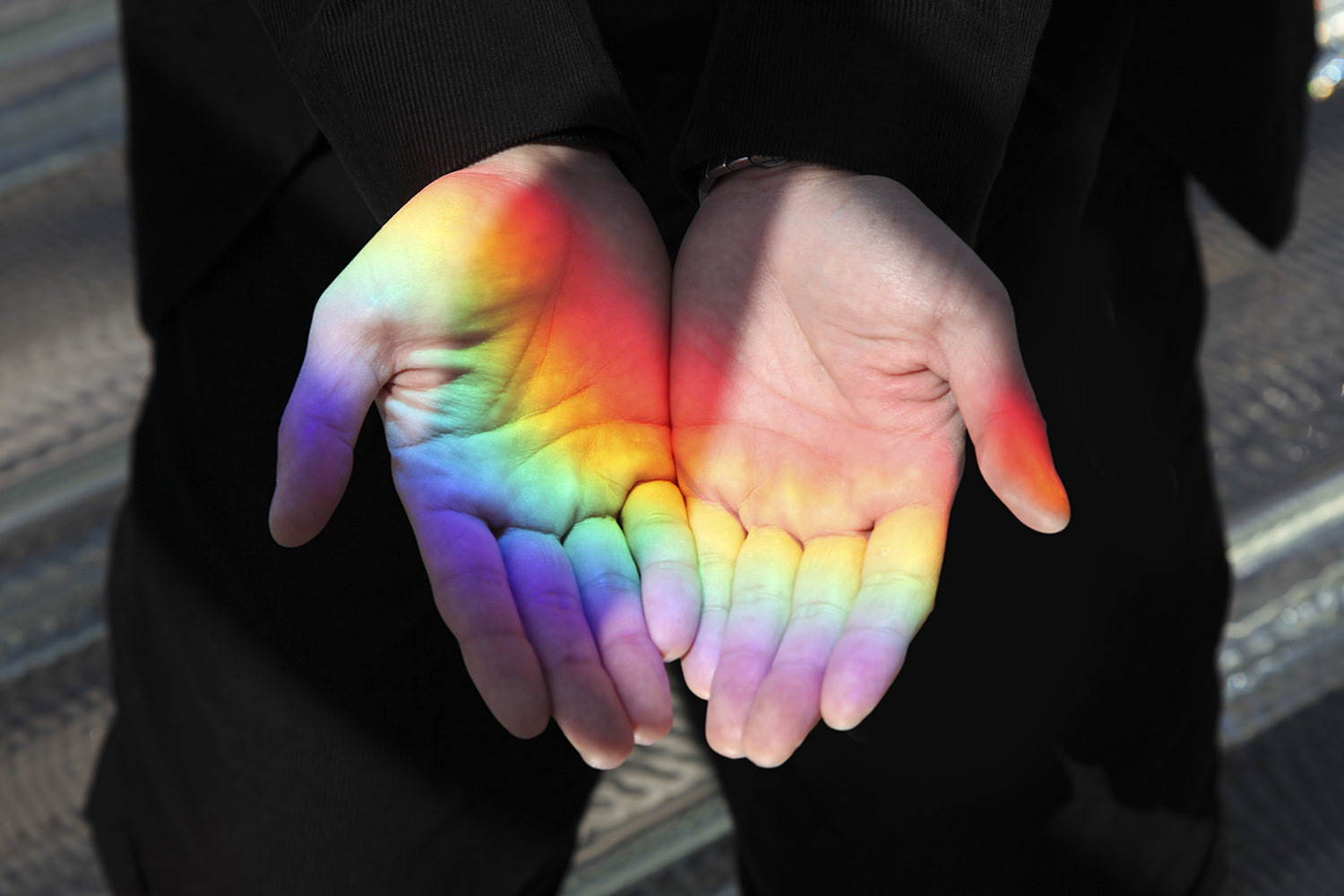
クリスタルプリズムの彫刻から放たれる「光の花」

光庵は、空間と時間の概念を超え、日本文化の根源を再考する作品。光をガラスによって表現したこの茶室は、伝統的な掛軸や生け花はなく、降り注ぐ太陽の光により水面のような輝きを生み出し、クリスタルプリズムの彫刻から放たれる光は虹となり「光の花」が現れる。その光の建築は、物質の概念から解き放たれ、詩的な光景を浮かび上がらせる。
閉じられた小宇宙である古来の茶室とは正反対に、光庵は全てガラスで構築されており、周囲の色彩とともに様々な表情を見せる。

## 展覧会
2011年 『ガラスの茶室 − 光庵』 第54回ヴェネツィア・ビエンナーレ国際美術展 Glasstress 2011（ヴェネツィア、イタリア）
イタリアのヴェネツィアで2年に一度開催されている国際美術展覧会のGlasstress 2011にて、『ガラスの茶室 − 光庵』のデザインが発表された。

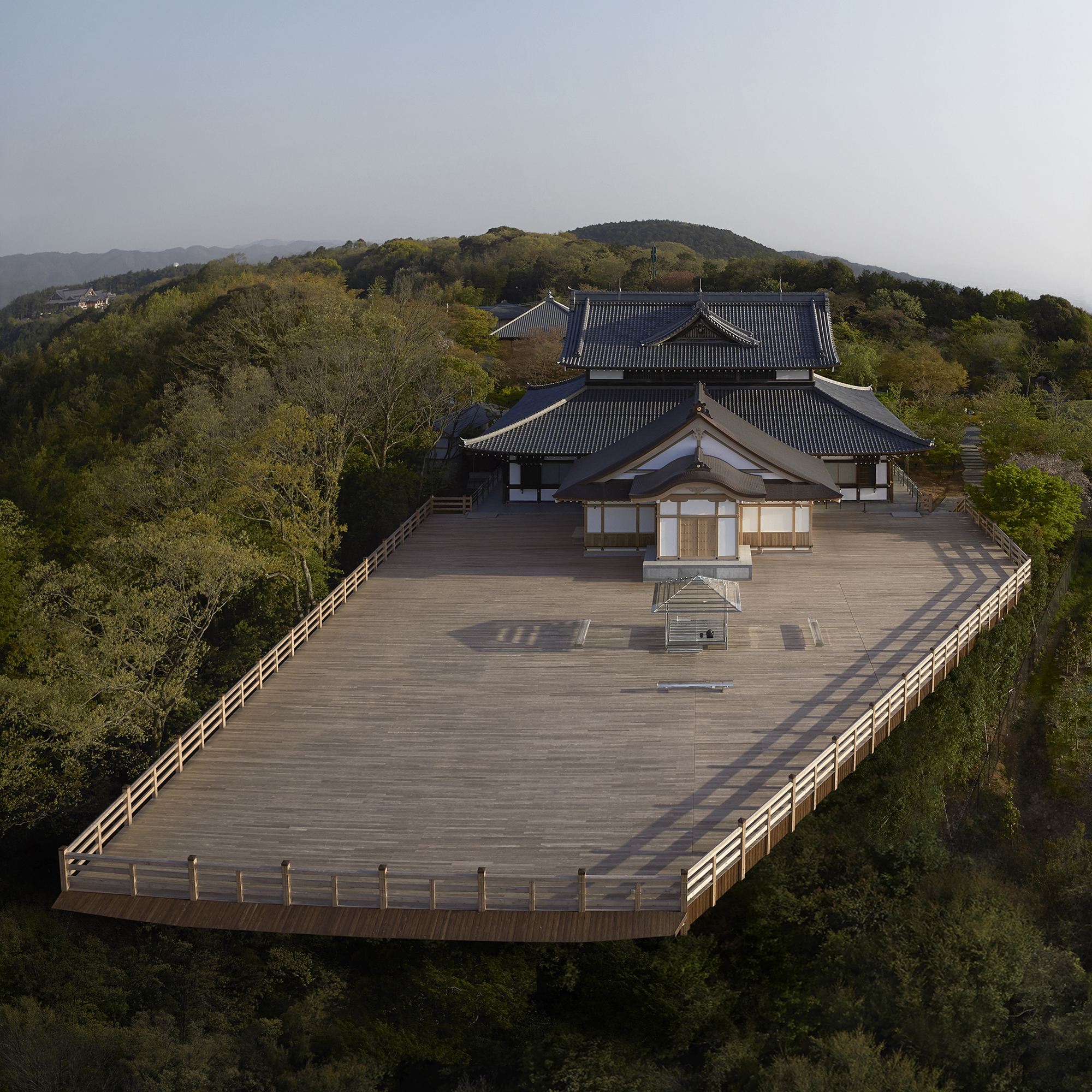
2015年 – 2017年 天台宗青蓮院門跡将軍塚青龍殿（京都、日本）

2015年 – 2017年 『ガラスの茶室 − 光庵』天台宗青蓮院門跡将軍塚青龍殿（京都、日本）
将軍塚青龍殿が位置する京都東山山頂は、794 年に桓武天皇が訪れ、日本文化を象徴する平安建都に着手したきっかけの場所と伝えられている。将軍塚青龍殿には、日本三大不動の一つに数えられる国宝青不動明王が奉納されており、光庵が展示された標高220mの大舞台からは京都市街を一望することができる。
2018年 – 2019年 『吉岡徳仁　ガラスの茶室 − 光庵』佐賀県立美術館（佐賀、日本）

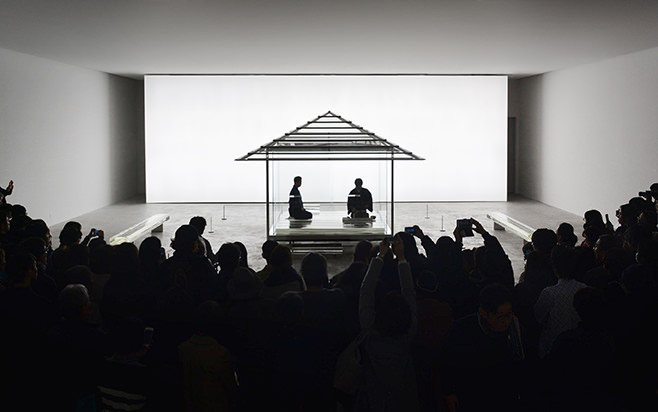
2018年 – 2019年 佐賀県立美術館（佐賀、日本）

白い空間の中で光のインスタレーションとして光庵が発表され、パリのオルセー美術館にコレクションされているガラスのベンチ「Water Block」や、ガラスのテーブル「Waterfall」なども併せて展示された。佐賀県は吉岡の出身地であり、2015年には佐賀県立美術館のリニューアルを記念して吉岡の個展が開催された。

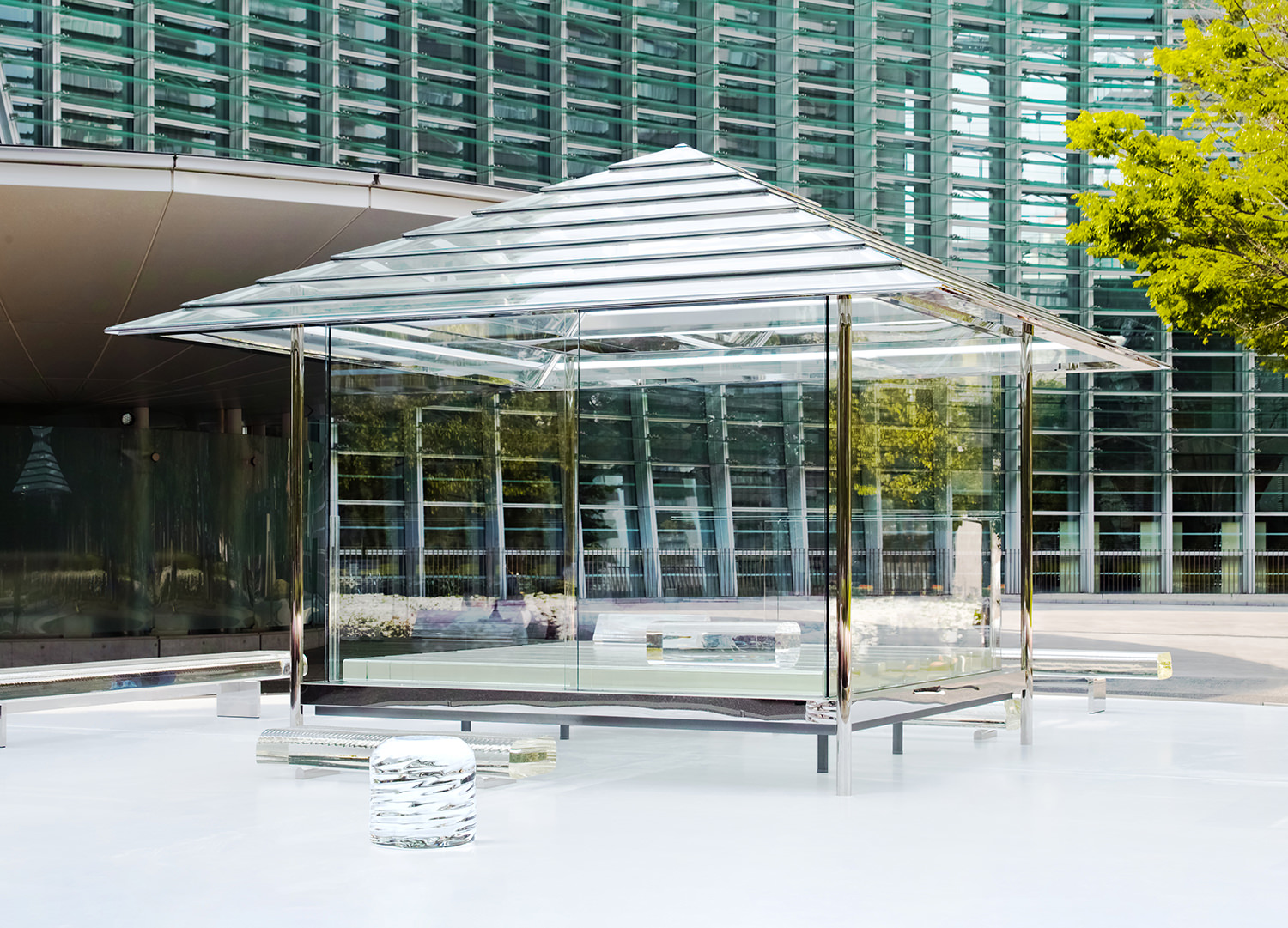
2019年 – 2022年 国立新美術館（東京、日本）

2019年 – 2022年 『吉岡徳仁　ガラスの茶室 − 光庵』国立新美術館（東京、日本）
2007年に開館した国立新美術館は、黒川紀章が設計した、波のような曲線が美しいガラス張りの美術館。その正面入口に光庵が展示されており、オルセー美術館にコレクションされているガラスのベンチ「Water Block」も併せて公開されている。

## 書籍
『吉岡徳仁　光庵－ガラスの茶室』2017年、求龍堂

## 掲載
- 『吉岡徳仁「光庵‐ガラスの茶室」がヴェネツィア・ビエンナーレに (1/3)』、2011年6月3日、ITmedia ビジネスオンライン
- 『tokujin yoshioka: water block + kou an glass teahouse』2011年6月6日、designboom
- 『朝日新聞』2015年4月9日、朝日新聞社
- 『産経新聞』2015年4月19日、産業経済新聞社
- 『Tokujin Yoshioka installs glass tea house beside an ancient Japanese temple』2015年4月24日、dezeen
- 『芸術新潮』6月号、2015年5月25日、新潮社
- 『The Japan Times On Sunday』2015年6月28日、ジャパンタイムズ
- 『毎日新聞』2015年11月12日、毎日新聞社
- 『京都新聞』2017年11月5日、京都新聞社
- 『新美術新聞』2019年5月1日、美術年鑑社
- 『吉岡徳仁のガラスの茶室が、国立新美術館に出現。』2019年4月25日、Casa BRUTUS
- 『毎日新聞』2019年5月13日、毎日新聞社
- 『なごみ』1月号、2020年1月1日、淡交社